# Theatertage am See
Die Theatertage am See sind eines der bedeutendsten internationalen Amateurtheaterfestivals und finden seit 1984 in Friedrichshafen am Bodensee statt.
Das Festival gehört zu den größten Ereignissen des europäischen Schul-, Jugend- und Amateurtheaters. Alljährlich treffen sich die Teilnehmer in der Bodensee-Schule St. Martin in Friedrichshafen zu mehrtägigen Workshop- und Kursangeboten. Zum Wettbewerb sind Schul- und Jugendtheaterproduktionen sowie Amateurtheaterproduktionen aus ganz Europa eingeladen.
Die Theatertage am See feierten 2009 ihr 25-jähriges Bestehen und konnten damals auf insgesamt etwa 500 Aufführungen mit mehr als 5000 Theaterspielern und fast 100.000 Zuschauern zurückblicken.
Der Förderverein Theatertage am See Friedrichshafen e.V. organisiert und betreut regionale Schulprojekte, Sprachförderprogramme, Theaterkurse und Aufführungen sowie theaterpädagogische Ausbildung für Lehrer.
Seit 2009 verfügt der Verein über ein eigenes Ensemble Theater Oberschwaben-Bodensee (TOB) und das Jugendvarieté Kraball. Im Januar 2013 wurde das Improvisationstheater Utobia (Umwerfende Teutonisch Oesterreichische Bühnen Initiativen AG) unter dem Dach des Fördervereins gegründet. Im Rahmen der 30. Theatertagen im April 2014 wurde das neue Zirkusprojekt des Vereins, die ZirkusAkademie vorgestellt.
Für die vom Verein initiierte Theaterjugendbewegung European Theatre Adventure wurde 2008 der Innovationspreis des von der Kulturstiftung des Bundes geförderten Fonds Soziokultur vergeben.